# Patrik Reiter
Patrik Reiter (* 1995) ist ein österreichischer Opernsänger der Stimmlage Tenor.

## Ausbildung
Reiter begann seine musikalische Ausbildung bei den Wiltener Sängerknaben. Danach absolvierte er an der Hochschule für Musik und Theater München erfolgreich ein Gesangsstudium bei  Michelle Breedt.
Er besuchte Meisterkurse bei Brigitte Fassbaender und absolvierte im Rahmen des Förderprogramms der Bertelsmannstiftung im Oktober 2018 die alle zwei Jahre stattfindende, einwöchige Meisterklasse des  Internationalen Gesangswettbewerbes ‚Neue Stimmen‘, einem der wichtigsten Nachwuchswettbewerbe für Operngesang.

## Karriere
2017 debütierte Patrik Reiter als Junger Seemann in Tristan und Isolde am Teatro Regio di Torino unter der Leitung von Gianandrea Noseda.
Unter der Leitung von Diego Fasolis nahm er im Oktober 2019 mit Jugendlichen der Accademia della Scala speziell in der Rolle des „Mohren“ Monostatos an einer Zauberflöte-Tournee durch China teil.
Nach dem Evandro, dem Vertrauten des Königs Admetos in Glucks Alceste am Teatro dell’Opera di Roma kam es zu weiteren Auftritten in diversen Opernhäusern.
Konzertant trat er zunächst im großen Konzertsaal Philharmonie des Kulturzentrums Gasteig in München mit Bachs Matthäus-Passion und im Mailänder Dom mit dem Orchestra Sinfonica di Milano Giuseppe Verdi auf.
Er spielte einige Male bei den Bregenzer Festspielen mit. So im Juli 2019 im Festspielhaus den Juan in Don Quichotte, sowie auf der Seebühne vom 20. Juli bis 21. August 2022 abwechselnd mit dem Bosnischstämmigen, in der Schweiz wohnhaften Tenor Omer Kobiljak den Fürst Yamadori in Giacomo Puccinis Madame Butterfly. Im Juli und August 2023 folgen 25 weitere Aufführungen.